# Santa-Reparata-di-Moriani
Santa-Reparata-di-Moriani (korsisch Santa Riparata di Moriani; italienisch Santa Reparata di Moriani) ist eine Gemeinde in der Castagniccia auf der französischen Insel Korsika. Sie gehört zur Region Korsika, zum Département Haute-Corse, zum Arrondissement Corte und zum Kanton Castagniccia. Nachbargemeinden sind San-Giovanni-di-Moriani im Norden, San-Nicolao im Nordosten, Santa-Maria-Poggio im Osten, Valle-di-Campoloro und Cervione im Südosten, Sant’Andréa-di-Cotone im Süden, Valle-d’Alesani und Felce im Südwesten, Valle-d’Orezza im Westen und Parata im Nordwesten.

## Bevölkerungsentwicklung
| Jahr      | 1962 | 1968 | 1975 | 1982 | 1990 | 1999 | 2008 | 2012 |
| --------- | ---- | ---- | ---- | ---- | ---- | ---- | ---- | ---- |
| Einwohner | 143  | 130  | 83   | 51   | 37   | 43   | 45   | 44   |